# Adrien Quaisain
Adrien Quaisain (París, 1766 - idm. 15 de maig de 1828) fou un compositor francès.
Fou deixeble de Berton, i després de dedicar-se algun temps al cant, se'l nomenà director d'orquestra del teatre Ambigú de la capital francesa, càrrec en el que hi va romandre fins al 1819.
Va compondre gran nombre d'òperes còmiques, tals com: 
- Les deux ivrognes (1800);
- Le mari d'emprunt (1800);
- Une étourderie (1801);
- La dot (1801);
- Les amants absents (1801);
- La musicomanie, l'única de les seves obres que aconseguí cert èxit.

També va compondre la música de nombrosos melodrames.